# Petite Chansseuse
Petite Chansseuse (titre original : Luckey Quarter) est une nouvelle de Stephen King parue tout d'abord en 1995 dans le magazine USA Weekend puis dans le recueil Tout est fatal en 2002.

## Résumé
Darlene est femme de ménage dans un hôtel et trouve, comme pourboire d'un client, une pièce de 25 cents censée porter chance. Jouant à une machine à sous avec, elle commence à gagner.

## Genèse
La nouvelle a été publiée initialement dans le numéro du 30 juin 1995 du magazine USA Weekend. Elle est ensuite parue dans le recueil Tout est fatal.